# Придніпровська сільська рада (Чорнобаївський район)
Придніпро́вська сільська́ ра́да — адміністративно-територіальна одиниця та орган місцевого самоврядування в Чорнобаївському районі Черкаської області. Адміністративний центр — село Придніпровське.

## Загальні відомості
- Населення ради: 1 329 осіб (станом на 2001 рік)

## Населені пункти
Сільській раді підпорядковані населені пункти:
- с. Придніпровське
- с. Коврай

## Склад ради
Рада складається з 16 депутатів та голови.
- Голова ради: Шелест Лариса Анатоліївна

### Керівний склад попередніх скликань
| Прізвище, ім'я, по батькові | Основні відомості                                                                                     | Дата обрання | Дата звільнення |
| --------------------------- | --- | ------------ | --------------- |
| Дробот Григорій Миколайович | Сільський голова, 1954 року народження, освіта середня спеціальна, член Соціалістичної партії України | 26.03.2006   | 31.10.2010      |
| Дробот Григорій Миколайович | Сільський голова, 1954 року народження, освіта середня спеціальна, член Партії регіонів               | 31.10.2010   | 14.12.2013      |
| Шелест Лариса Анатоліївна   | Сільський голова, 1971 року народження, освіта вища, член Партії регіонів                             | 15.12.2013   |                 |

Примітка: таблиця складена за даними сайту Верховної Ради України

### Депутати
За результатами місцевих виборів 2010 року депутатами ради стали:

#### За суб'єктами висування
| Суб'єкт висування | Кількість обраних депутатів | %   |
| ----------------- | --------------------------- | --- |
| Партія регіонів   | 16                          | 100 |

#### За округами
| № округу        | Прізвище, ім'я, по батькові  | Дата визнання обраним | Освіта             | Партійна приналежність | Відомості про обраного депутата                        |
| --------------- | ---------------------------- | --------------------- | ------------------ | ---------------------- | ------------------------------------------------------ |
| Партія регіонів |                              |                       |                    |                        |                                                        |
| 1               | Скляр Валентина Василівна    | 02.11.2010            | вища               | член Партії регіонів   | пенсіонер                                              |
| 2               | Копаниця Наталія Іванівна    | 02.11.2010            | середня спеціальна | член Партії регіонів   | СТОВ «Придніпровське», завідувач МТФ                   |
| 3               | Чайка Валентина Миколаївна   | 02.11.2010            | вища               | член Партії регіонів   | Придніпровський НВК, вчитель                           |
| 4               | Ляпкало Юрій Данилович       | 02.11.2010            | вища               | член Партії регіонів   | цех № 6 електрозв'язку ВАТ"Укртелеком", електромеханік |
| 5               | Зубалій Степан Семенович     | 02.11.2010            | середня            | член Партії регіонів   | СТОВ «Придніпровське», завідувач будівельною бригадою  |
| 6               | Скиба Віктор Григорович      | 02.11.2010            | середня спеціальна | член Партії регіонів   | СТОВ «Придніпровське», завідувач МТФ № 3               |
| 7               | Павленко Віктор Анатолійович | 02.11.2010            | середня спеціальна | член Партії регіонів   | СТОВ «Придніпровське», головний ветлікар               |
| 8               | Павленко Надія Олександрівна | 02.11.2010            | середня спеціальна | член Партії регіонів   | Першотравнева сільська рада, спеціаліст 2 категорії    |
| 9               | Зубалій Олександр Степанович | 02.11.2010            | вища               | член Партії регіонів   | Придніпровський НВК, вчитель                           |
| 10              | Коваль Володимир Петрович    | 02.11.2010            | вища               | член Партії регіонів   | СТОВ «Придніпровське», інженер по охороні праці        |
| 11              | Ленда Вікторія Володимирівна | 02.11.2010            | середня спеціальна | член Партії регіонів   | Придніпровський НВК, медична сестра                    |
| 12              | Шитик Віталій Григорович     | 02.11.2010            | середня            | член Партії регіонів   | СТОВ «Придніпровське», інженер-механік                 |
| 13              | Шелест Лариса Анатоліївна    | 02.11.2010            | вища               | член Партії регіонів   | Придніпровська сільська рада, секретар виконкому       |
| 14              | Танцюра Іван Миколайович     | 02.11.2010            | середня            | член Партії регіонів   | СТОВ «Придніпровське», майстер-наладчик                |
| 15              | Прищепа Валерій Васильович   | 02.11.2010            | вища               | член Партії регіонів   | приватний підприємець                                  |
| 16              | Танцюра Василь Іванович      | 02.11.2010            | середня            | член Партії регіонів   | Коврайський сільський клуб, завідувач клубу            |